# Arvid Sjöqvist
John Arvid Sjöqvist (ur. 18 listopada 1884 w Sztokholmie, zm. 22 marca 1960 w Sztokholmie) – szwedzki architekt i żeglarz, olimpijczyk.
W latach 1903–1907 uczęszczał do Kungliga Tekniska högskolan, w latach 1907–1910 zaś do Szwedzkiej Królewskiej Akademii Sztuki.
Członek Kungliga Svenska Segelsällskapet od 1902 roku. Na regatach rozegranych podczas Letnich Igrzysk Olimpijskich 1912 wystąpił w klasie 8 metrów zajmując 5 pozycję. Załogę jachtu K.S.S.S. tworzyli również Fritz Sjöqvist, Gustaf Månsson, Emil Hagström, Ragnar Gripe i Thorsten Grönfors.
Zaprojektował kilkanaście budynków w Sztokholmie.
Brat bliźniak Fritza Sjöqvista.